# Cây Dâu tây và Kem
 Cây dâu và kem (tiếng Anh: The strawberries and cream tree) là một cây anh đào lai ghép (giữa Anh đào dại và P. serrulata 'Kanzan') ở Backwell, Bắc Somerset, Anh. Được trồng trên đất công vào những năm 1950, nó được ghi nhận là tạo ra hai màu sắc riêng biệt của hoa. Hoa màu hồng ở một bên của cây và mặt kia màu trắng, mỗi khi nó nở vào mùa xuân. Điều này đã tạo ra cái tên 'Dâu và kem', được đặt ra bởi những đứa trẻ trong làng.
Đây là một trong hai ví dụ được báo cáo về cây lai ghép Anh đào-Kanzan ở Anh, cái kia ở Portchester, Hampshire.

## Thực vật học
Cây dâu và kem là một cây anh đào dại bản địa (Prunus avium) được ghép với Prunus 'Kanzan', một giống anh đào trang trí từ Nhật Bản. Anh đào  tạo ra hoa trắng, trong khi 'Kanzan' tạo ra hoa hồng. Hoa kép đã tạo ra cái tên 'Dâu tây và kem', được đặt ra bởi những đứa trẻ trong làng.
Cây ăn quả có xu hướng được ghép vào gốc ghép của một loại cây cứng cáp hơn, thường là để cung cấp cho chúng thêm nước và chất dinh dưỡng. Trong trường hợp của cây Dâu tây và Cây kem, gốc ghép phát triển cùng với cây, tạo ra một giống ghép.

## Lịch sử

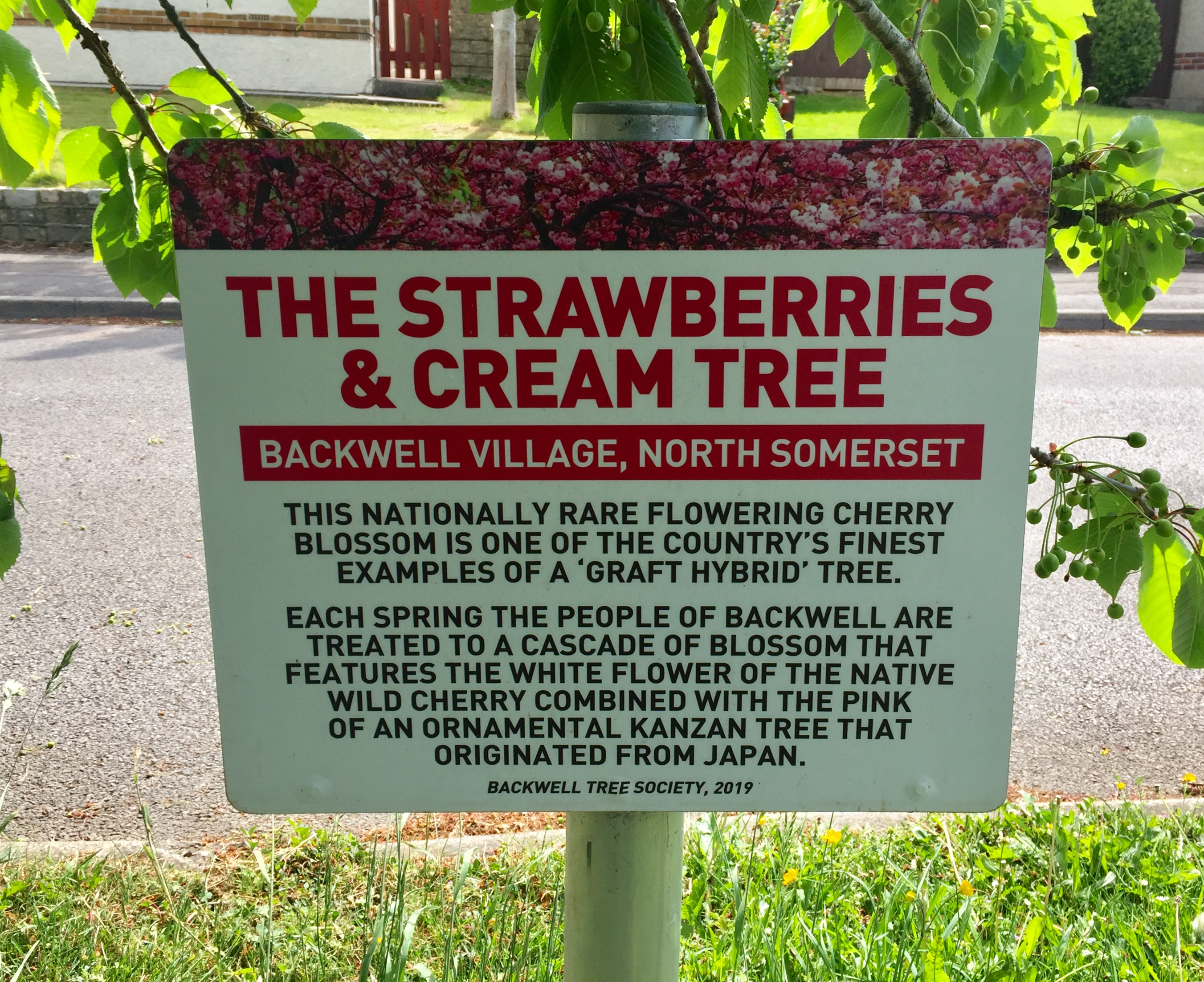
Một biển báo gần đó ghi tên và các thông tin của cây

Cây dâu và kem được trồng trên đất công thuộc sở hữu của Hội đồng Bắc Somerset, trên đường Rodney ở làng Backwell. Người ta không biết ai ban đầu trồng và ghép cây, nhưng nó được cho là đã được trồng vào cuối những năm 1950.

### Bảo tồn
Do sự hiếm có của nó, cây dâu và kem đã được cấp lệnh bảo tồn sáu tháng từ ngày 14 tháng 12 năm 2019. Lệnh ngăn chặn sự cắt bỏ, đốn hạ hoặc tỉa ngọn của cây mà không có sự cho phép của hội đồng. Lệnh có thể được thực hiện vĩnh viễn trong tương lai.